# Munroidendron racemosum
Munroidendron es un género monotípico de fanerógamas perteneciente a la familia  Araliaceae. Su única especie: Munroidendron racemosum (C.N.Forbes) Sherff. es una especie extremadamente rara que se encuentra en peligro de extinción en Kauai, Hawái.

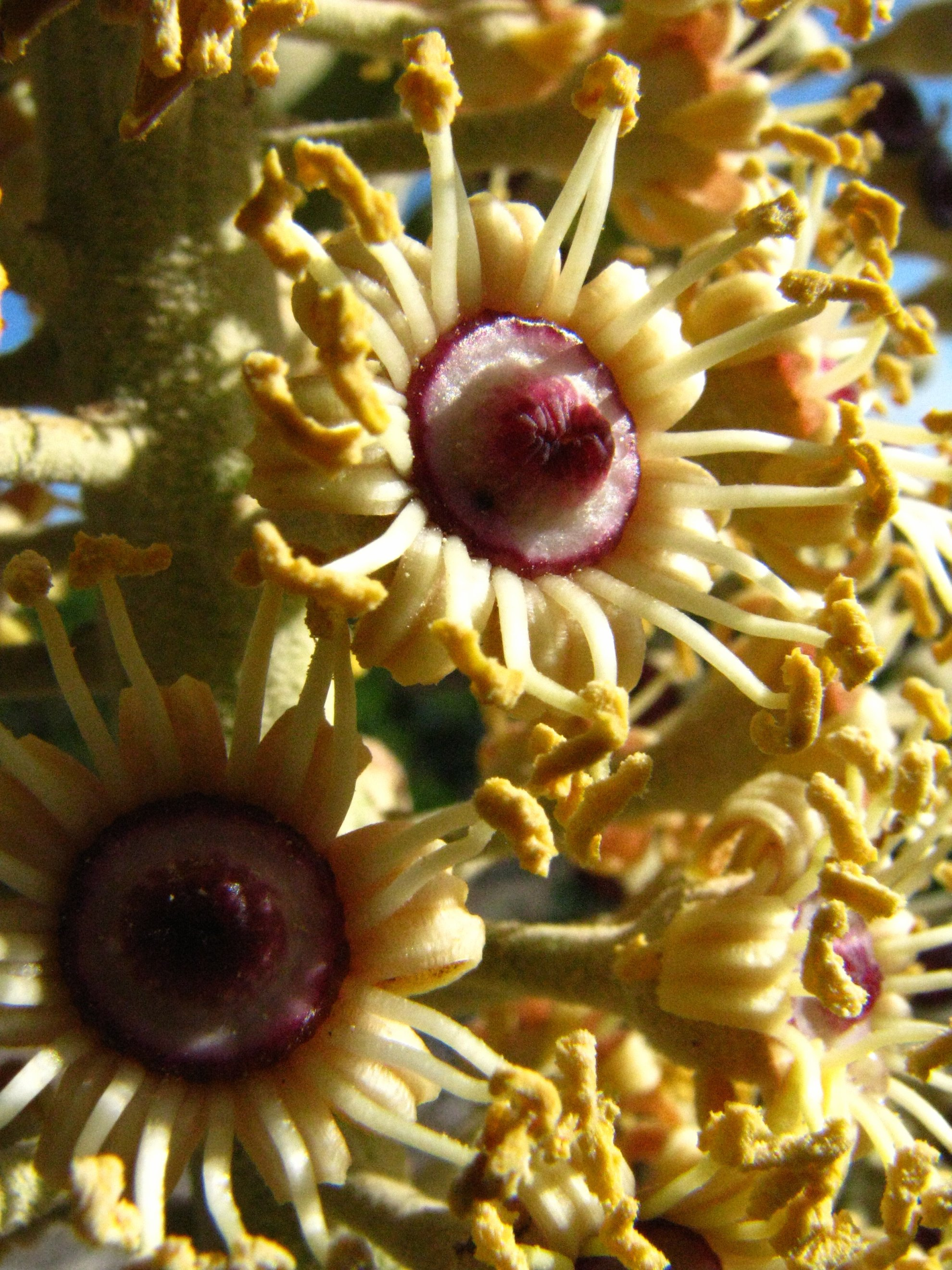
Detalle

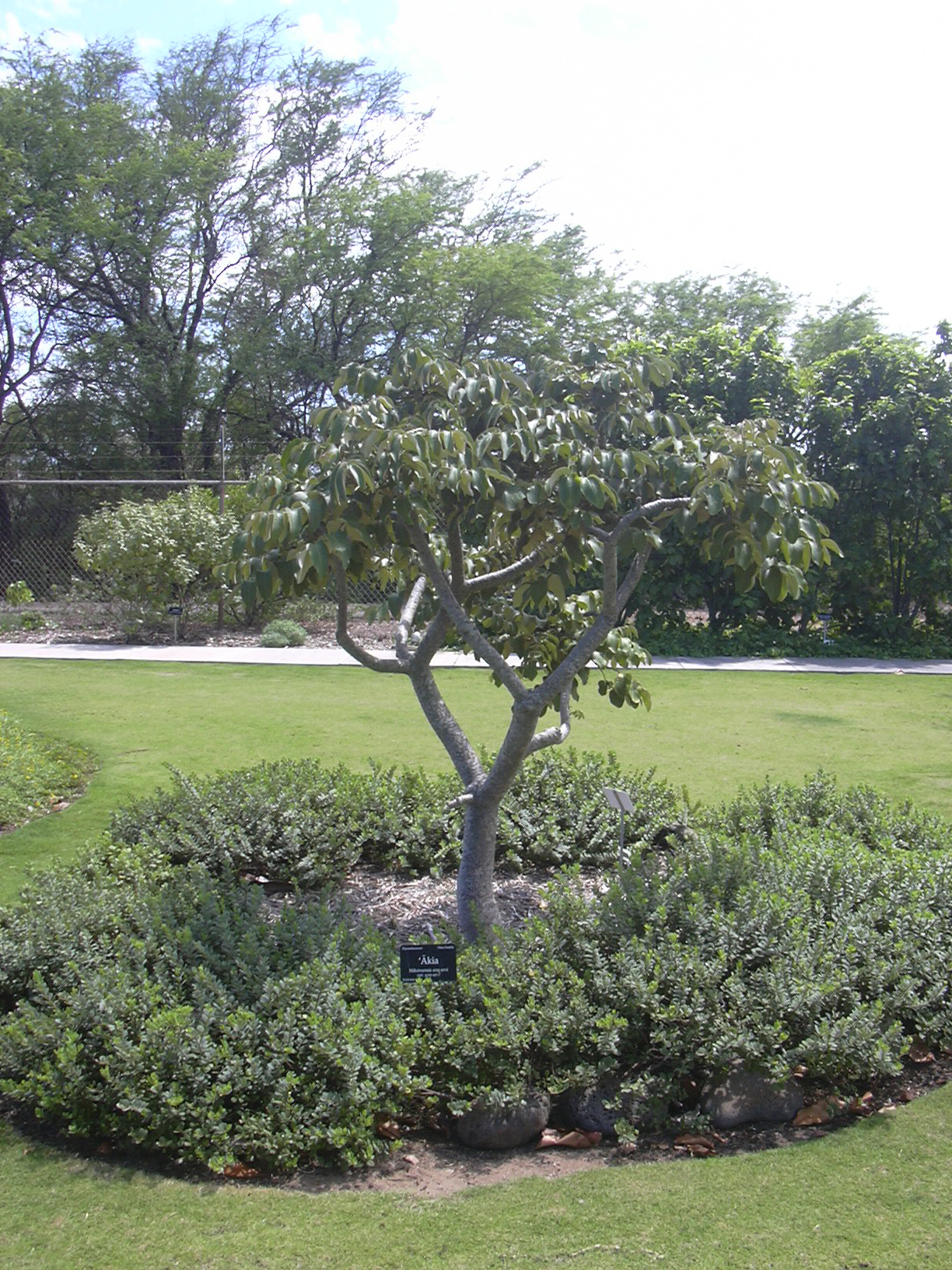
Vista del árbol

## Descripción
Es un árbol pequeño que crece hasta 8 m  de altura, con tronco recto y liso con la corteza gris. Sus hojas son pinnadas de 30 cm de largo, con los folíolos de forma ovalada, cada uno de los cuales es de más de 7 cm de largo. Estos árboles pierden la mayoría de sus hojas durante la temporada de verano. Sus pequeñas flores, de color amarillo pálido, cuelgan durante un tiempo como una soga.

## Distribución y hábitat
Crece en bosques húmedos entre 120 y 400 m s. n. m., donde crece sobre los acantilados y las crestas rocosas. Se produce naturalmente en sólo tres lugares: en Kauai  (Nounou Mountain), los acantilados de la costa NA Pali, y Ha'upu Ridge, cerca de Nawilili Bay.

## Taxonomía
Munroidendron racemosum fue descrito por (C.N.Forbes) Sherff y publicado en Botanical Leaflets 7: 22. 1952.
Sinonimia
- Munroidendron racemosum var. forbesii Sherff
- Munroidendron racemosum var. macdanielsii Sherff
- Tetraplasandra racemosa C.N.Forbes[6]